# Sudan TV
Sudan TV, cuyo nombre formal es  Sudan National Broadcasting Corporation (SNBC) es una cadena de televisión en idioma árabe. Es la red nacional de Sudán y es propiedad y está operada por el gobierno de dicho país. Sudan TV es una de las seis cadenas de televisión del país.

## Historia
En 1962, Sudan TV comenzó a transmitir en el Estado de Jartum. La señal era accesible en los tres municipios de la metrópoli sudanesa: Jartum, Omdurmán y Jartum Norte. Un año más tarde, el general Mohmaed Talat Fareed estableció la estación como emisora nacional y firmó un contrato con una emisora de Alemania Occidental para proporcionar soporte técnico, cámaras y grabadoras.
En la década de 1970, Sudan TV amplió su rango de transmisión, cuando la Compañía General de Telecomunicaciones Inalámbricas y Alámbricas construyó una estación satelital. En 1976, Sudan TV comenzó a transmitir en color.

## Programación
La programación incluye noticias, oraciones, recitación del Corán y una variedad de entretenimiento, como programas para niños, concursos de talentos, dramas y documentales. Un censor militar trabaja con Sudan TV para asegurarse de que los programas reflejen la política del régimen de Omar Hasán Ahmad al Bashir.

## Estaciones
Sudan TV transmite en dos canales y también está disponible vía satélite.